# Danijar Jeleusinov
Danijar Maratuly Jeleusinov (kazakiska: Данияр Маратұлы Елеусінов), född den 13 mars 1991, är en kazakisk boxare som vann guld i weltervikt vid Olympiska sommarspelen 2016.